# Impanna
Impanna era una fortalesa establerta pels hitites al regne vassall de Mira i Kuwaliya després de la conquesta d'Arzawa per Mursilis II.
Podria ser la mateixa ciutat d'Impaya on un any abans el rei de Kuwaliya va rebutjar l'atac del fill del rei d'Arzawa.